# シャーロック・ホームズの冒険 (テレビドラマ)
『シャーロック・ホームズの冒険』（シャーロックホームズのぼうけん、The Adventures of Sherlock Holmes）は、アーサー・コナン・ドイルの推理小説「シャーロック・ホームズシリーズ」を原作とする、英国グラナダTV製作のテレビドラマである。

## 作品の特徴
原作に忠実であることを意識して作られており、物語の背景となる19世紀ヴィクトリア朝の、古く重厚な趣きあるロンドンを再現した。
ホームズの服装としては鹿撃ち帽にインバネスコートのコーディネートが有名だが、これはシドニー・パジェットによる創作であることから本作ではほとんど描かれない。ただし、鹿撃ち帽単独では、ロンドン市内を出る大きな外出の時によく使われている。
また、それまでの映像作品などではホームズの相棒ワトスンは、ホームズの引き立て役として騒がしく愚鈍な人物と描かれがちであったが、本作では信頼できる英国紳士として描いている。
一方、後期のエピソードでは原作からアレンジが加えられているものもある（中には非難の声の大きいものもある）。これは、原作が映像化に向かない内容であったり出来が悪かったりすることに加え、ジェレミー・ブレットの体調問題があったためである。また初期にはベーカー街外観が使われていたが、観光ルートになってしまい使用できなくなったため様々なアプローチが取られている。
ドイルのホームズ作品の全てをドラマ化しているわけではなく、以下の作品は扱っていない。
- ｢緋色の研究」
- ｢恐怖の谷」
- ｢グロリア・スコット号事件」
- ｢隠居絵具師」
- ｢ライオンのたてがみ」
- ｢株式仲買店員」
- ｢花婿失踪事件」
- ｢オレンジの種五つ」
- ｢技師の親指」
- ｢緑柱石の宝冠」
- ｢黄色い顔」
- ｢ライゲートの大地主」
- ｢ブラック・ピーター」
- ｢三人の学生」
- ｢スリークウォーター失踪」
- ｢白面の兵士」
- ｢覆面の下宿人」
- ｢最後の挨拶」

## 主要登場人物
シャーロック・ホームズ：ジェレミー・ブレット（声：露口茂〈追加収録：諸角憲一〉）
世界で最も高名な探偵。常に知的刺激を求めることが最優先とし世間的には変人の類である。風変わりな事件の捜査には寝食を惜しんで当たるが、何事もなく退屈をもてあますとワガママになって荒れ、コカインに手を出す悪癖を持つ（NHK放映版では負の側面がほぼ全てカットされている）。本質は騎士道精神に満ちあふれた礼儀正しい紳士で友情にも非常に厚い。相棒のワトスンに人間的に全幅の信頼を置いている（知性に関してはその限りでない）。趣味でバイオリンの演奏をするときもある。
論理の信奉者で、あり得ないことを除けば、いかに信じられないことだろうと真実であるという信条を持つ。多種多様な犯罪捜査に関する知識を持ち、当時の警察よりも先んじて指紋等の重要性に気付いている辺りに、先見性がうかがわれる。女性に対する視線は辛辣そのもの。だが才気や行動力を見せる女性に対してはその限りではなく、大家であるハドスン夫人には慈愛を持って接している。
演じるジェレミー・ブレットは舞台の名優であり、エキセントリックかつ紳士という複雑なホームズ像を見事に表現。最高のホームズ役者として今なお知られている。役の重圧、妻の死去による双極性障害の悪化（折りしも妻の死去が『最後の事件』の撮影と重なったことで、より精神的な困難に陥ってしまった）などから、幾度も降板の意志を示していたが、要望に応え続投。後期シリーズでは幼少時のリウマチ熱により弱っていた心臓の状態を喫煙や双極性障害の治療薬の副作用などで悪化させ、更に心臓病の薬の副作用で太ってしまうなど体調の芳しくない中、撮影途中で倒れてしまう事態に陥る。それでもホームズ役を演じ続けたジェレミーだったが、第6シリーズ終了後の1995年、心不全のため死去。原作全てを映像化という本シリーズファンの想いは夢となった。
NHK放映版での吹替は露口茂。後に発売されたDVD完全版では、露口が引退状態のためか、NHK放映版でカットされた部分は諸角憲一が担当した。
ジョン・H・ワトスン
第1･2シリーズ：デビッド・バーク（声：長門裕之〈追加収録：金尾哲夫／立木文彦〉）
第3シリーズ以降：エドワード・ハードウィック（声：福田豊土〈追加収録：園江治／宝亀克寿〉）
ホームズの同居人かつ唯一無二の親友であり、話の語り手である医師。インドでの軍医経験があるが負傷して帰国し、友人を介してホームズと知り合う。奔放なホームズに悩まされることも多いが、常に友情と尊敬の念で彼を見守る。ホームズ曰く最高の相棒である。
なお、原作に比べると多少推理力・観察力が鋭く設定されており、原作におけるホームズの台詞や役割を一部代行しているシーンが多々見られる。
原作では結婚後開業医としてホームズとの同居生活に終止符を打つが、本作ではドラマ製作の都合から未婚のまま同居を続けて（「空き家の怪事件」、「海軍条約事件」、「這う人」など、ストーリーの都合上別居している回も存在する）おり、それに合わせたストーリー改変も多い。
初期シリーズでは血気盛んな若き元軍医をデビッド・バークが演じたが、家族と過ごす時間を増やしたいという理由で第2シリーズで降板。第3シリーズは3年後の設定のため俳優交代はスムーズに行われた。後期ワトスンのエドワード・ハードウィックは穏やかな初老のワトスンを見事に演じ、作品のムードに落ち着きを与えている。
DVD完全版では、長門が重鎮であること（2011年に逝去）、福田が逝去していることなどから、代役が追加吹替を行っている。その他に、現在では放送禁止用語になっている「ジプシー」が使用されている箇所を差し替えるために立木と宝亀がそれぞれ一言だけ代役を務めている。
ハドスン夫人：ロザリー・ウィリアムズ（声：竹口安芸子）
ホームズが下宿するベーカー街221Bの家主。奔放な下宿人に相当手を焼いている。とは言えホームズの金払いの良さ、また彼が尊敬できる人物であることから、母のような立場で彼を見守っている。事件解決のためホームズが仮病を使った時、朝まで帰ってこなかった時などは心底から心配している描写が見られ、本作の人間関係の暖かさを象徴している。ちなみに原作でワトスンの家庭生活が描かれた話が、ベイカー街同居中のストーリーに改編された場合（「最後の事件」、「もう一つの顔」など）は、ワトスン夫人やワトスン家の使用人の役を担う事もある。
後に発売されたDVD完全版でも、引き続き竹口本人が追加吹替を行っている。
レストレード警部：コリン・ジェボンズ（声：川辺久造）
ロンドン警視庁（通称スコットランド・ヤード）の警部。ある時はホームズに敵愾心を燃やして対抗し、ある時は目の前でホームズの才能を見せ付けられて賛嘆する。役人らしく尊大なところはあるが、自分の手に余る難事件の相談をもちかけにベーカー街の2人を訪ねることもある。ホームズが名声に興味を示さない気質のために、事件解決の手柄を譲り受けている。
ブラッドストリート警部：ブライアン・ミラー（声：村越伊知郎）/デニス・リル（声：小林勝彦／上田敏也）
スコットランド・ヤードの警部。行動的で標準的な捜査を行う。ホームズには協力的で一定の敬意を払っているが、時として行動を諌めたり諫言したりすることもある。
「青い紅玉」ではブライアン・ミラーが、「ブルースパーティントン設計書」と「マザランの宝石」ではデニス・リルが務めている(吹き替えは「ブルース〜」が小林、「マザラン〜」は上田が担当)。
マイクロフト・ホームズ：チャールズ・グレイ（声：松村達雄：9話／それ以降：久米明）
シャーロック・ホームズの兄。「ディオゲネス・クラブ」なるロンドン一風変わりなクラブの創設者の一人。シャーロックよりも頭脳は明晰であるが、行動力がないために探偵には向かないと兄弟は自分達を評している。その頭脳を買われて、英国政府の情報分析や政策決定に深く関わっているとされる。
本作においては後述する制作上の事情から登場作数も原作より増えた。演じるチャールズ・グレイの明朗さもあって、割と行動的な好々爺として描かれている。
ジェームズ・モリアーティ教授：エリック・ポーター（声：南原宏治）
シャーロック・ホームズ最大の敵。天才数学者という表の顔を持ちながら、ロンドンひいては欧州の犯罪を影で糸引く怪人物。ホームズの度重なる妨害に業を煮やし、彼の抹殺に乗り出す。
本作においては、原作での初登場作となる「最後の事件」以前に放映された「赤毛同盟」において初登場し、作中の事件の黒幕として描かれると共にその次の「最後の事件」の伏線として登場している。わずか2話のみの登場ではあるが、原作の挿絵にもよく似ている風貌のエリック・ポーターの重厚な演技により、いわば急遽登場したホームズの仇敵に恐ろしいまでの現実感が与えられた（吹替の南原の威圧感ある演技も一役買っている）。

## 日本国内での放送
日本ではNHKにおいて吹き替え版が製作され、1985年から1995年にかけて初回放映、その後何度も再放送された。放送枠の都合上、すべてのエピソードで5分ほどのカットが行われている。このため、ホームズがコカイン依存症であるなど重要なシーンが抜け落ちている。また、後にノーカット版のソフト化が行われた際、カットされたシーンの吹き替えを新たに録り直す必要に迫られることになった。

## 主要スタッフ

### オリジナル版
原作：サー・アーサー・コナン・ドイル
製作：マイケル・コックス/ジューン・ウィンダム・デービス
脚本：ジョン・ホークスワース/ジェレミー・ポール/デレク・マーロウ/アラン・プレーター/リチャード・ハリス/トレバー・ボウエン他多数
演出：ポール・アネット/ピーター・ハモンド他多数
音楽：パトリック・ゴワーズ
制作：英グラナダ・テレビジョン

### NHK日本語版
翻訳：額田やえ子（「サセックスの吸血鬼」のみ宇津木道子）
演出：蕨南勝之
制作：テレシス

## サブタイトル一覧
英国放映版準拠。日本で放映順に変化のあった場合は（）内にて。海外ではシリーズ名が変化していたが日本では一貫して「シャーロック・ホームズの冒険」である。
第1シリーズ／The Adventures of Sherlock Holmes
- 第1話　ボヘミアの醜聞／A Scandal In Bohemia

初短編集第一話の映像化。王族にも態度を変えないホームズの頑なさ、変装の妙技、そして全編を通じてホームズを驚嘆させた唯一の「あの女性」エレーナ・アドラー（原作訳本ではアイリーン・アドラー）の登場とバラエティに富んでいる。
- 第2話　踊る人形／The Dancing Men

暗号解読のシーンはNHK版では放映時間の都合でカットされた。
- 第3話　海軍条約事件／The Naval Treaty
- 第4話　美しき自転車乗り／The Solitary Cyclist
- 第5話　まがった男／The Crooked Man
- 第6話　まだらの紐／The Speckled Band

NHK再放送分より、一部語句が不適切な表現として変更されている。
- 第7話　青い紅玉／The Blue Carbuncle

第2シリーズ／The Adventures of Sherlock Holmes
- 第8話　ぶなの木屋敷の怪／The Copper Beeches
- 第9話　ギリシャ語通訳／The Greek Interpreter

マイクロフト初登場。
- 第10話　ノーウッドの建築業者／The Norwood Builder

レストレード警部初登場。原作中の焼死体をめぐる無理のある設定が若干変更されている。
なお、吹き替え版ではレキシントン夫人役で南田洋子が登板し、ワトソン役の長門裕之と夫婦共演となっている。
- 第11話　入院患者／The Resident Patient
- 第12話　赤髪連盟／The Red-Headed League

本作では次回の伏線としてモリアーティ教授が登場。
- 第13話　最後の事件／The Final Problem

ホームズ死亡による最終回。
第3シリーズ／The Return of Sherlock Holmes
- 第14話　空き家の怪事件／The Empty House

死亡したはずのホームズの帰還を描く。ワトスン役がエドワード・ハードウィックに交代。
- 第15話 プライオリ・スクール/The Priory School
- 第16話　第二の血痕／The Second Stain
- 第17話　マスグレーブ家の儀式書／The Musgrave Ritual

原作では昔話として語られるのみだが、本作ではワトスンを伴っての訪問中の突発事に変更されている。
- 第18話　修道院屋敷／The Abbey Grange
- 第19話　もう一つの顔／The Man with the Twisted Lip

邦訳題は「唇のねじれた男」が一般的（原題通り）である。
- 第20話　六つのナポレオン／The Six Napoleons

レストレード警部が合流する機会の多いエピソード。テーブルクロス引きをホームズがさりげなく行うシーンがある。
第4シリーズ／The Return of Sherlock Holmes
- 第21話　四人の署名／The Sign of Four（2時間スペシャル：日本初回放送時は放映枠の都合で前後編）
- 第22（23）話　悪魔の足／The Devil's Foot

この時期ジェレミーは降板を考えており、短髪なのはそのためである。
- 第23（22）話　銀星号事件／Silver Blaze
- 第24話　ウィステリア荘／Wisteria Lodge

原作は中篇。怪奇趣味を演出するあるシチュエーションは時代にそぐわないため削除されている。
- 第25話　ブルース・パーティントン設計書／The Bruce-Partington Plans
- 第26話　バスカビル家の犬／The Hound of the Baskervilles（2時間スペシャル：日本初回放映時は放映枠の都合で前後編）

第5シリーズ／The Casebook of Sherlock Holmes
- 第27話　レディ・フランシスの失踪／The Disappearance of Lady Frances Carfax
- 第28（29）話　ソア橋のなぞ／The Problem of Thor Bridge

馬車が主流だった時代に、シリーズ初の自動車（1901年型メルセデス）が登場する。
- 第29（30）話　ショスコム荘／Shoscombe Old Place

当時19歳のジュード・ロウが出演している。ジュード・ロウはその後ガイ・リッチー版シャーロック・ホームズでワトスンを演じた。
- 第30（28）話　ボスコム渓谷の惨劇／The Boscombe Valley Mystery
- 第31話　高名の依頼人／The Illustrious Client
- 第32話　這う人／The Creeping Man

原作での無茶な設定を怪奇趣味を施すことで映像化している。
2時間スペシャルシリーズ
- 第33（34）話　犯人は二人／The Master Blackmailer

原題は直訳すれば「恐喝王」であり、原作題も「The Adventure of Charles Augustus Milverton」である。「犯人は二人」とする邦訳題もあるが、それを示唆する原作シーンが本ドラマでは採用されていないため、ややわかりにくい邦題となっている。シリーズ唯一のホームズのキスシーンが見られる。
- 第34（33）話　サセックスの吸血鬼／The Last Vampyre

同名原作を元にしてはいるが脚色が多い。
- 第35話　未婚の貴族／The Eligible Bachelor

原作「独身の貴族（別題：『花嫁失踪事件』）」を元にした一作。
第6シリーズ／The Memoirs of Sherlock Holmes
- 第36話　三破風館／The Three Gables

原作においてホームズが黒人をののしるシーンがあるが（初期の原作では見られなかった差別意識である）、台詞態度とも真摯なものに変更。
リマスター版ではマスターフィルムが発見できなかったため放送用アナログマスターを基にハイビジョン化されている。
- 第37話　瀕死の探偵／The Dying Detective

この回以後最終話まではワイド画面で撮影され、リマスター版では初放送時より画面が左右に広くなる。
- 第38（40）話　金縁の鼻眼鏡／The Golden Pince-Nez

ワトスン役のハードウィックのスケジュールの都合でマイクロフトが三度登場。原作のホームズの役割が一部マイクロフトに割り振られている。
- 第39（38）話　赤い輪／The Red Circle
- 第40（41）話　マザランの宝石／The Mazarin Stone (with The Three Garridebs)

戯曲を書き直した原作に、「三人ガリデブ」を組み合わせて映像化されたもの。ジェレミーが発作を起こし撮影直前に入院したため、登場シーンはマイクロフトに変更され、冒頭と終盤のジェレミーの出演は別撮りである。なお日本ではこのエピソードが最終話となった。
- 第41（39）話　ボール箱／The Cardboard Box

復帰したジェレミーの遺作となった。ビデオエフェクトと用いた終盤のシーンはリマスター版でも解像度がビデオ画質のままとなる。

## ソフト化など
1991年から日本クラウンより『シャーロック・ホームズ全集』と題してVHSが全23巻が発売されていたが、全て英語音声日本語字幕スーパーでの収録で、サブタイトルもNHK版に依っていなかった。また同社からはBGM19曲を収録したサウンドトラックCDも発売されていた（いずれも現在は廃盤）。
その後2001年にビームエンタテインメント（現ハピネット）より発売されたDVDにおいて、初めてNHK放映の日本語版音声が収録されたが、NHK総合での放送の際に時間枠の都合上カットされたシーンが存在したため、そのシーンのみ英語音声日本語字幕での収録となった。更に2004年には、カットシーンの分に追加で吹替収録が行われたものがDVD完全版として発売された（ホームズおよびワトスン役の吹替えは前述の通り代役が担当し、その他のキャスト〈ゲスト側も含む〉は一部を除き極力NHK放送当時と同じ声優が担当した）。なお、旧版と完全版のいずれにも本国オリジナル版の映像に加えて、NHKで放送された当時の映像（放送枠に合わせカット・編集された日本語版）が全話分収録されている。
2012年末には、SD解像度からの変換ではなくフィルム原版からのHDテレシネにより高解像度化が実現したマスターを収録した12枚組のブルーレイBOXセットが発売された。ただしこれにはNHK本放送時の映像の収録は無い。なお2013年10月6日から2014年10月19日までNHK BSプレミアムで放送された「ハイビジョンリマスター版」にはこのブルーレイのマスターが使用されている。 この放送では同局で放送された『刑事コロンボ』同様追加部分の吹替出演者はクレジットされていない。